# کانگ جی اون
کانگ جی اون (کره‌ای: 강지은؛ زادهٔ ۱۵ اکتبر ۱۹۹۰) ورزشکار ورزش تیراندازی اهل کره جنوبی است.